# Trotuș
De Trotuș (Hongaars: Tatros) is een rivier in Roemenië. Ze ontspringt aan de voet van de Varful Viscol, de hoogste berg in het Ciucgebergte (Munții Ciucului) in de Oostelijke Karpaten, en stroomt vanaf Lunca de Jos in zuidoostelijke richting via Comănești, Târgu Ocna en Onești naar de Siret.
De voornaamste zijrivieren zijn de Uz, die tussen Comănești en Târgu Ocna van rechts in de Trotuș uitmondt, en de  Tazlău, die bij Onești van links komt. In beide zijrivieren bevindt zich een stuwmeer.